# Список птахів Канарських островів

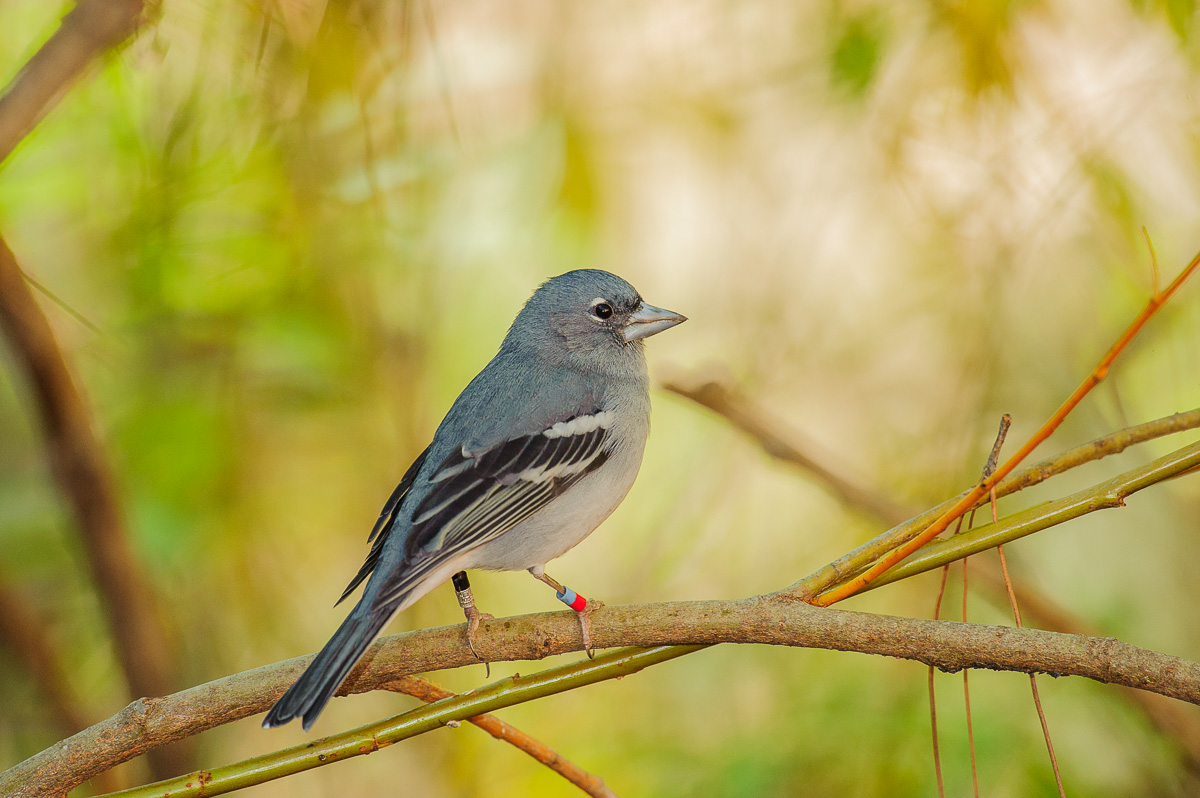
Зяблик гран-канарський (Fringilla polatzeki) є ендеміком Канарських островів

Це перелік видів птахів, зафіксованих на Канарських островах. Авіфауна Канарських островів налічує загалом 395 видів, з яких 7 видів є ендемічними, а 9 були інтродуковані людьми. 1 вид мешкали на Канарських островах, однак вимерли.

## Позначки
Наступні теги використані для виділення деяких категорій птахів.
- (А) Випадковий — вид, який рідко або випадково трапляється на Канарських островах
- (Е) Ендемічий — вид, який є ендеміком Канарських островів
- (I) Інтродукований — вид, завезений на Канарські острови як наслідок, прямих чи непрямих дій людських дій
- {Extinct} Вимерлий — вид, який мешкав на Канарських островах, однак повністю вимер.

## Гусеподібні(Anseriformes)
Родина: Качкові (Anatidae)
- Гуска сіра, Anser anser (A)
- Гуска білолоба, Anser albifrons (A)
- Гуменник короткодзьобий, Anser brachyrhynchus (A)
- Казарка чорна, Branta bernicla (A)
- Казарка білощока, Branta leucopsis (A)
- Огар рудий, Tadorna ferruginea
- Галагаз звичайний, Tadorna tadorna (A)
- Качка мускусна, Cairina moschata (I)
- Каролінка, Aix sponsa (A)
- Чирянка велика, Spatula querquedula
- Чирянка блакитнокрила, Spatula discors (A)
- Широконіска північна, Spatula clypeata
- Нерозень, Mareca strepera
- Свищ євразійський, Mareca penelope
- Свищ американський, Mareca americana (A)
- Крижень звичайний, Anas platyrhynchos (A)
- Крижень американський, Anas rubripes (A)
- Шилохвіст північний, Anas acuta
- Чирянка мала, Anas crecca
- Чирянка вузькодзьоба, Marmaronetta angustirostris (A)
- Попелюх звичайний, Aythya ferina
- Чернь канадська, Aythya collaris (A)
- Чернь білоока, Aythya nyroca (A)
- Чернь чубата, Aythya fuligula
- Чернь морська, Aythya marila (A)
- Чернь американська, Aythya affinis (A)
- Синьга, Melanitta nigra (A)
- Морянка, Clangula hyemalis (A)
- Крех жовтоокий, Lophodytes cucullatus (A)
- Крех середній, Mergus serrator (A)

## Куроподібні(Galliformes)
Родина: Фазанові (Phasianidae)
- Фазан звичайний, Phasianus colchicus (I)
- Перепілка звичайна, Coturnix coturnix

## Фламінгоподібні(Phoenicopteriformes)
Родина: Фламінгові (Phoenicopteridae)
- Фламінго рожевий, Phoenicopterus roseus (A)
- Фламінго малий, Phoenicopterus minor (A)

## Пірникозоподібні(Podicipediformes)
Родина: Пірникозові (Podicipedidae)
- Пірникоза мала, Tachybaptus ruficollis (A)
- Пірникоза рябодзьоба, Podilymbus podiceps (A)
- Пірникоза велика, Podiceps cristatus (A)
- Пірникоза чорношия, Podiceps nigricollis

## Голубоподібні(Columbiformes)
Родина: Голубові (Columbidae)
- Голуб сизий, Columba livia
- Припутень, Columba palumbus
- Columba bollii (E)
- Columba junoniae (E)
- Горлиця звичайна, Streptopelia turtur
- Горлиця садова, Streptopelia decaocto
- Streptopelia roseogrisea (I)
- Горлиця мала, Streptopelia senegalensis (A)

## Рябкоподібні(Pterocliformes)
Родина: Рябкові (Pteroclidae)
- Рябок чорночеревий, Pterocles orientalis

## Дрохвоподібні(Otidiformes)
Родина: Дрохвові (Otididae)
- Джек, Chlamydotis undulata

## Зозулеподібні(Cuculiformes)
Родина: Зозулеві (Cuculidae)
- Зозуля чубата, Clamator glandarius
- Кукліло північний, Coccyzus americanus (A)
- Зозуля звичайна, Cuculus canorus

## Дрімлюгоподібні(Caprimulgiformes)
Родина: Дрімлюгові (Caprimulgidae)
- Анаперо віргінський, Chordeiles minor (A)
- Дрімлюга іспанський, Caprimulgus ruficollis (A)
- Дрімлюга звичайний, Caprimulgus europaeus (A)
- Дрімлюга буланий, Caprimulgus aegyptius (A)

## Серпокрильцеподібні(Apodiformes)
Родина: Серпокрильцеві (Apodidae)
- Голкохвіст східний, Chaetura pelagica (A)
- Серпокрилець білочеревий, Apus melba
- Серпокрилець чорний, Apus apus
- Серпокрилець канарський, Apus unicolor
- Серпокрилець блідий, Apus pallidus
- Серпокрилець малий, Apus affinis (A)
- Серпокрилець білогузий, Apus caffer (A)

## Журавлеподібні(Gruiformes)
Родина: Пастушкові (Rallidae)
- Пастушок водяний, Rallus aquaticus (A)
- Деркач лучний, Crex crex (A)
- Деркач африканський, Crex egregia (A)
- Погонич каролінський, Porzana carolina (A)
- Погонич звичайний, Porzana porzana
- Курочка мала, Paragallinula angulata (A)
- Курочка водяна, Gallinula chloropus
- Лиска звичайна, Fulica atra
- Султанка африканська, Porphyrio alleni (A)
- Porphyrio martinicus (A)
- Султанка пурпурова, Porphyrio porphyrio (A)
- Султанка зеленоспинна, Porphyrio madagascariensis (A)
- Погонич малий, Zapornia parva (A)
- Погонич-крихітка, Zapornia pusilla (A)

Родина: Журавлеві (Gruidae)
- Журавель сірий, Grus grus (A)

## Сивкоподібні(Charadriiformes)
Родина: Лежневі (Burhinidae)
- Лежень степовий, Burhinus oedicnemus

Родина: Чоботарові (Recurvirostridae)
- Кулик-довгоніг чорнокрилий, Himantopus himantopus
- Чоботар синьоногий, Recurvirostra avosetta

Родина: Куликосорокові (Haematopodidae)
- Кулик-сорока євразійський, Haematopus ostralegus (A)
- Кулик-сорока канарський, Haematopus meadewaldoi (E) (Extinct)

Родина: Сивкові (Charadriidae)
- Сивка морська, Pluvialis squatarola
- Сивка звичайна, Pluvialis apricaria
- Сивка американська, Pluvialis dominica (A)
- Сивка бурокрила, Pluvialis fulva (A)
- Чайка чубата, Vanellus vanellus
- Чайка степова, Vanellus gregarius (A)
- Чайка білохвоста, Vanellus leucurus (A)
- Пісочник монгольський, Charadrius mongolus (A)
- Пісочник морський, Charadrius alexandrinus
- Пісочник великий, Charadrius hiaticula
- Пісочник канадський, Charadrius semipalmatus (A)
- Пісочник малий, Charadrius dubius
- Хрустан євразійський, Charadrius morinellus

Родина: Баранцеві (Scolopacidae)
- Бартрамія, Bartramia longicauda (A)
- Кульон середній, Numenius phaeopus
- Кульон великий, Numenius arquata
- Грицик малий, Limosa lapponica
- Грицик великий, Limosa limosa
- Крем'яшник звичайний, Arenaria interpres
- Побережник ісландський, Calidris canutus
- Брижач, Calidris pugnax
- Побережник червоногрудий, Calidris ferruginea
- Побережник білохвостий, Calidris temminckii (A)
- Побережник білий, Calidris alba
- Побережник чорногрудий, Calidris alpina
- Побережник морський, Calidris maritima (A)
- Побережник канадський, Calidris bairdii (A)
- Побережник малий, Calidris minuta
- Побережник-крихітка, Calidris minutilla (A)
- Побережник білогрудий, Calidris fuscicollis (A)
- Жовтоволик, Calidris subruficollis (A)
- Побережник арктичний, Calidris melanotos (A)
- Побережник тундровий, Calidris pusilla (A)
- Побережник аляскинський, Calidris mauri (A)
- Неголь довгодзьобий, Limnodromus scolopaceus (A)
- Баранець малий, Lymnocryptes minimus
- Слуква лісова, Scolopax rusticola
- Баранець великий, Gallinago media (A)
- Баранець звичайний, Gallinago gallinago
- Gallinago delicata (A)
- Мородунка, Xenus cinereus (A)
- Плавунець довгодзьобий, Phalaropus tricolor (A)
- Плавунець круглодзьобий, Phalaropus lobatus (A)
- Плавунець плоскодзьобий, Phalaropus fulicarius
- Набережник палеарктичний, Actitis hypoleucos
- Набережник плямистий, Actitis macularius (A)
- Коловодник лісовий, Tringa ochropus
- Tringa erythropus
- Коловодник строкатий, Tringa melanoleuca (A)
- Коловодник великий, Tringa nebularia
- Коловодник жовтоногий, Tringa flavipes (A)
- Коловодник ставковий, Tringa stagnatilis (A)
- Коловодник болотяний, Tringa glareola
- Коловодник звичайний, Tringa totanus

Родина: Дерихвостові (Glareolidae)
- Бігунець пустельний, Cursorius cursor
- Дерихвіст лучний, Glareola pratincola

Родина: Поморникові (Stercorariidae)
- Поморник великий, Stercorarius skua
- Поморник антарктичний, Stercorarius maccormicki (A)
- Поморник середній, Stercorarius pomarinus
- Поморник короткохвостий, Stercorarius parasiticus
- Поморник довгохвостий, Stercorarius longicaudus

Родина: Алькові (Alcidae)
- Люрик, Alle alle (A)
- Кайра тонкодзьоба, Uria aalge (A)
- Гагарка мала, Alca torda (A)
- Іпатка атлантична, Fratercula arctica (A)

Родина: Мартинові (Laridae)
- Мартин трипалий, Rissa tridactyla
- Мартин вилохвостий, Xema sabini
- Мартин тонкодзьобий, Chroicocephalus genei (A)
- Мартин канадський, Chroicocephalus philadelphia (A)
- Мартин сіроголовий, Chroicocephalus cirrocephalus (A)
- Мартин звичайний, Chroicocephalus ridibundus
- Мартин малий, Hydrocoloeus minutus (A)
- Leucophaeus atricilla (A)
- Мартин ставковий, Leucophaeus pipixcan (A)
- Мартин середземноморський, Ichthyaetus melanocephalus
- Мартин сіроногий, Ichthyaetus audouinii
- Мартин сизий, Larus canus (A)
- Мартин делаверський, Larus delawarensis (A)
- Мартин сріблястий, Larus argentatus (A)
- Larus michahellis
- Мартин гренландський, Larus glaucoides (A)
- Мартин чорнокрилий, Larus fuscus
- Мартин берингійський, Larus glaucescens (A)
- Мартин полярний, Larus hyperboreus (A)
- Мартин морський, Larus marinus
- Мартин домініканський, Larus dominicanus (A)
- Крячок строкатий, Onychoprion fuscatus (A)
- Крячок малий, Sternula albifrons (A)
- Крячок чорнодзьобий, Gelochelidon nilotica
- Крячок каспійський, Hydroprogne caspia (A)
- Крячок чорний, Chlidonias niger (A)
- Крячок білокрилий, Chlidonias leucopterus (A)
- Крячок білощокий, Chlidonias hybrida
- Крячок рожевий, Sterna dougallii (A)
- Крячок річковий, Sterna hirundo
- Крячок полярний, Sterna paradisaea
- Крячок рябодзьобий, Thalasseus sandvicensis
- Крячок бенгальський, Thalasseus bengalensis (A)
- Крячок африканський, Thalasseus albididorsalis (A)

## Фаетоноподібні(Phaethontiformes)
Родина: Фаетонові (Phaethontidae)
- Фаетон червонодзьобий, Phaethon aethereus

## Гагароподібні(Gaviiformes)
Родина: Гагарові (Gaviidae)
- Гагара чорношия, Gavia arctica (A)
- Гагара полярна, Gavia immer (A)

## Буревісникоподібні(Procellariiformes)
Родина: Океанникові (Oceanitidae)
- Океанник Вільсона, Oceanites oceanicus (A)
- Океанник білобровий, Pelagodroma marina
- Фрегета чорночерева, Fregetta tropica (A)

Родина: Качуркові (Hydrobatidae)
- Качурка морська, Hydrobates pelagicus
- Качурка північна, Hydrobates leucorhous
- Качурка вилохвоста, Hydrobates monorhis (A)
- Качурка мадерійська, Oceanodroma castro

Родина: Буревісникові (Procellariidae)
- Буревісник кочівний, Fulmarus glacialis (A)
- Тайфунник азорський, Pterodroma feae (A)
- Бульверія тонкодзьоба, Bulweria bulwerii
- Calonectris diomedea
- Буревісник кабо-вердійський, Calonectris edwardsii (A)
- Буревісник великий, Ardenna gravis
- Буревісник сивий, Ardenna griseus (A)
- Буревісник малий, Puffinus puffinus
- Буревісник балеарський, Puffinus mauretanicus (A)
- Буревісник канарський, Puffinus baroli
- Буревісник архіпелаговий, Puffinus boydi (A)

## Лелекоподібні(Ciconiiformes)
Родина: Лелекові (Ciconiidae)
- Лелека чорний, Ciconia nigra (A)
- Лелека білий, Ciconia ciconia (A)

## Сулоподібні(Suliformes)
Родина: Сулові (Sulidae)
- Сула білочерева, Sula leucogaster (A)
- Сула червононога, Sula sula (A)
- Сула атлантична, Morus bassanus

Родина: Бакланові (Phalacrocoracidae)
- Баклан великий, Phalacrocorax carbo
- Баклан вухатий, Nannopterum auritum (A)

## Пеліканоподібні
Родина: Чаплеві (Ardeidae)
- Бугай американський, Botaurus lentiginosus (A)
- Бугай водяний, Botaurus stellaris (A)
- Бугайчик звичайний, Ixobrychus minutus
- Бугайчик африканський, Ixobrychus sturmii (A)
- Чапля північна, Ardea herodias (A)
- Чапля сіра, Ardea cinerea
- Чапля руда, Ardea purpurea
- Чепура велика, Ardea alba (A)
- Чепура мала, Egretta garzetta
- Чапля рифова, Egretta gularis (A)
- Чепура трибарвна, Egretta tricolor (A)
- Чапля єгипетська, Bubulcus ibis
- Чапля жовта, Ardeola ralloides
- Чапля зелена, Butorides virescens (A)
- Чапля мангрова, Butorides striata (A)
- Квак звичайний, Nycticorax nycticorax

Родина: Ібісові (Threskiornithidae)
- Коровайка бура, Plegadis falcinellus
- Ібіс священний, Threskiornis aethiopicus (I)
- Косар білий, Platalea leucorodia

## Яструбоподібні(Accipitriformes)
Родина: Скопові (Pandionidae)
- Скопа, Pandion haliaetus

Родина: Яструбові (Accipitridae)
- Стерв'ятник, Neophron percnopterus
- Осоїд євразійський, Pernis apivorus (A)
- Elanoids forficatus (A)
- Змієїд блакитноногий, Circaetus gallicus (A)
- Орел-карлик, Hieraaetus pennatus
- Орел-карлик яструбиний, Aquila fasciata (A)
- Лунь очеретяний, Circus aeruginosus
- Лунь польовий, Circus cyaneus (A)
- Лунь степовий, Circus macrourus (A)
- Лунь лучний, Circus pygargus
- Яструб малий, Accipiter nisus
- Яструб великий, Accipiter gentilis (A)
- Шуліка рудий, Milvus milvus (A)
- Шуліка чорний, Milvus migrans
- Канюк звичайний, Buteo buteo
- Канюк степовий, Buteo rufinus (A)

## Совоподібні(Strigiformes)
Родина: Сипухові (Tytonidae)
- Сипуха крапчаста, Tyto alba

Родина: Совові (Strigidae)
- Сплюшка євразійська, Otus scops (A)
- Сова вухата, Asio otus
- Сова болотяна, Asio flammeus

## Bucerotiformes
Родина: Одудові (Upupidae)
- Одуд, Upupa epops

## Сиворакшоподібні(Coraciiformes)
Родина: Рибалочкові (Alcedinidae)
- Рибалочка блакитний, Alcedo atthis (A)
- Рибалочка-чубань північний, Megaceryle alcyon (A)

Родина: Бджолоїдкові (Meropidae)
- Бджолоїдка зелена, Merops persicus (A)
- Бджолоїдка звичайна, Merops apiaster

Родина: Сиворакшові (Coraciidae)
- Сиворакша євразійська, Coracias garrulus
- Сиворакша абісинська, Coracias abyssinicus (A)

## Дятлоподібні(Piciformes)
Родина: Дятлові (Picidae)
- Крутиголовка звичайна, Jynx torquilla
- Дятел звичайний, Dendrocopos major

## Соколоподібні(Falconiformes)
Родина: Соколові (Falconidae)
- Боривітер степовий, Falco naumanni
- Боривітер звичайний, Falco tinnunculus
- Кібчик червононогий, Falco vespertinus (A)
- Кібчик амурський, Falco amurensis (A)
- Підсоколик Елеонори, Falco eleonorae
- Підсоколик малий, Falco columbarius
- Підсоколик великий, Falco subbuteo
- Ланер, Falco biarmicus (A)
- Кречет, Falco rusticolus (A)
- Сапсан, Falco peregrinus (A)

## Папугоподібні(Psittaciformes)
Родина: Psittaculidae
- Папуга Крамера, Psittacula krameri (I)

Родина: Папугові (Psittacidae)
- Калита сіроволий, Myiopsitta monachus (I)
- Нандая, Aratinga nenday (I)

## Горобцеподібні(Passeriformes)
Родина: Вивільгові (Oriolidae)
- Вивільга звичайна, Oriolus oriolus (A)

Родина: Сорокопудові (Laniidae)
- Сорокопуд терновий, Lanius collurio (A)
- Сорокопуд південний, Lanius meridionalis
- Сорокопуд сірий, Lanius excubitor
- Сорокопуд червоноголовий, Lanius senator

Родина: Воронові (Corvidae)
- Клушиця, Pyrrhocorax pyrrhocorax
- Галка звичайна, Corvus monedula (A)
- Ворона чорна, Corvus corone (A)
- Ворона сіра, Corvus cornix (A)
- Крук звичайний, Corvus corax

Родина: Синицеві (Paridae)
- Синиця канарська, Cyanistes teneriffae

Родина: Жайворонкові (Alaudidae)
- Пікір великий, Alaemon alaudipes (A)
- Жайворонок товстодзьобий, Ramphocoris clotbey (A)
- Жайворонок вохристий, Ammomanes cinctura (A)
- Жайворонок малий, Calandrella brachydactyla
- Жайворонок степовий, Melanocorypha calandra (A)
- Жайворонок сірий, Alaudala rufescens
- Жайворонок польовий, Alauda arvensis

Родина: Очеретянкові (Acrocephalidae)
- Берестянка західна, Iduna opaca (A)
- Берестянка багатоголоса, Hippolais polyglotta
- Берестянка звичайна, Hippolais icterina (A)
- Очеретянка лучна, Acrocephalus schoenobaenus
- Очеретянка ставкова, Acrocephalus scirpaceus
- Очеретянка африканська, Acrocephalus baeticatus
- Очеретянка велика, Acrocephalus arundinaceus (A)

Родина: Кобилочкові (Locustellidae)
- Кобилочка-цвіркун, Locustella naevia

Родина: Ластівкові (Hirundinidae)
- Ластівка берегова, Riparia riparia (A)
- Ластівка скельна, Ptyonoprogne rupestris (A)
- Ластівка сільська, Hirundo rustica
- Ластівка даурська, Cecropis daurica
- Ясківка білолоба, Petrochelidon pyrrhonota (A)
- Ластівка міська, Delichon urbicum

Родина: Вівчарикові (Phylloscopidae)
- Вівчарик жовтобровий, Phylloscopus sibilatrix (A)
- Вівчарик світлочеревий, Phylloscopus bonelli (A)
- Вівчарик лісовий, Phylloscopus inornatus (A)
- Вівчарик алтайський, Phylloscopus humei (A)
- Вівчарик бурий, Phylloscopus fuscatus (A)
- Вівчарик весняний, Phylloscopus trochilus
- Вівчарик канарський, Phylloscopus canariensis (E)
- Вівчарик-ковалик, Phylloscopus collybita
- Вівчарик іберійський, Phylloscopus ibericus (A)

Родина: Кропив'янкові (Sylviidae)
- Кропив'янка чорноголова, Sylvia atricapilla
- Кропив'янка садова, Sylvia borin
- Кропив'янка прудка, Sylvia curruca (A)
- Кропив'янка співоча, Curruca hortensis (A)
- Кропив'янка африканська, Curruca deserti (A)
- Кропив'янка алжирська, Curruca deserticola (A)
- Кропив'янка середземноморська, Curruca melanocephala
- Кропив'янка берберійська, Curruca iberiae
- Кропив'янка червоновола, Curruca cantillans (A)
- Кропив'янка сіра, Curruca communis (A)
- Кропив'янка піренейська, Curruca conspicillata

Родина: Золотомушкові (Regulidae)
- Золотомушка жовточуба, Regulus regulus

Родина: Шпакові (Sturnidae)
- Шпак звичайний, Sturnus vulgaris
- Шпак рожевий, Pastor roseus (A)

Родина: Дроздові (Turdidae)
- Дрізд-омелюх, Turdus viscivorus (A)
- Дрізд співочий, Turdus philomelos
- Дрізд білобровий, Turdus iliacus
- Дрізд чорний, Turdus merula
- Чикотень, Turdus pilaris (A)
- Дрізд гірський, Turdus torquatus (A)

Родина: Мухоловкові (Muscicapidae)
- Мухоловка сіра, Muscicapa striata
- Соловейко рудохвостий, Cercotrichas galactotes (A)
- Вільшанка, Erithacus rubecula
- Соловейко західний, Luscinia megarhynchos
- Синьошийка, Luscinia svecica (A)
- Мухоловка мала, Ficedula parva (A)
- Мухоловка строката, Ficedula hypoleuca
- Мухоловка білошия, Ficedula albicollis (A)
- Горихвістка звичайна, Phoenicurus phoenicurus
- Горихвістка чорна, Phoenicurus ochruros
- Скеляр строкатий, Monticola saxatilis (A)
- Скеляр синій, Monticola solitarius (A)
- Трав'янка лучна, Saxicola rubetra
- Saxicola dacotiae (E)
- Трав'янка європейська, Saxicola rubicola
- Кам'янка звичайна, Oenanthe oenanthe
- Кам'янка попеляста, Oenanthe isabellina (A)
- Кам'янка пустельна, Oenanthe deserti (A)
- Oenanthe hispanica (A)
- Oenanthe leucopyga (A)

Родина: Астрильдові (Estrildidae)
- Астрильд смугастий, Estrilda astrild (I)

Родина: Горобцеві (Passeridae)
- Горобець хатній, Passer domesticus (I)
- Горобець чорногрудий, Passer hispaniolensis
- Горобець пустельний, Passer simplex (A)
- Горобець польовий, Passer montanus
- Горобець скельний, Petronia petronia

Родина: Плискові (Motacillidae)
- Плиска гірська, Motacilla cinerea
- Плиска жовта, Motacilla flava
- Плиска аляскинська, Motacilla tschutschensis (A)
- Плиска жовтоголова, Motacilla citreola (A)
- Плиска біла, Motacilla alba
- Щеврик азійський, Anthus richardi (A)
- Щеврик польовий, Anthus campestris
- Щеврик архіпелаговий, Anthus berthelotii
- Щеврик лучний, Anthus pratensis
- Щеврик лісовий, Anthus trivialis
- Щеврик оливковий, Anthus hodgsoni (A)
- Щеврик червоногрудий, Anthus cervinus
- Щеврик гірський, Anthus spinoletta (A)
- Щеврик острівний, Anthus petrosus (A)

Родина: В'юркові (Fringillidae)
- Зяблик звичайний, Fringilla coelebs
- Зяблик блакитний, Fringilla teydea (E)
- Fringilla polatzeki (E)
- В'юрок, Fringilla montifringilla (A)
- Костогриз звичайний, Coccothraustes coccothraustes (A)
- Чечевиця євразійська, Carpodacus erythrinus (A)
- Bucanetes githagineus
- Зеленяк звичайний, Chloris chloris
- Коноплянка, Linaria cannabina
- Шишкар ялиновий, Loxia curvirostra (A)
- Щиглик звичайний, Carduelis carduelis
- Щедрик європейський, Serinus serinus
- Канарка, Serinus canaria
- Чиж лісовий, Spinus spinus

Родина: Calcariidae
- Подорожник лапландський, Calcarius lapponicus (A)
- Пуночка снігова, Plectrophenax nivalis (A)

Родина: Вівсянкові (Emberizidae)
- Просянка, Emberiza calandra
- Вівсянка садова, Emberiza hortulana (A)
- Вівсянка очеретяна, Emberiza schoeniclus (A)
- Вівсянка-крихітка, Emberiza pusilla (A)

Родина: Трупіалові (Icteridae)
- Гоглу, Dolichonyx oryzivorus (A)

Родина: Піснярові (Parulidae)
- Смугастоволець річковий, Parkesia noveboracensis (A)
- Пісняр строкатий, Mniotilta varia (A)
- Пісняр-лісовик жовтогузий, Setophaga coronata (A)